# Kaspar Capparoni
Gaspare „Kaspar“ Capparoni (* 1. srpna 1964 Řím) je italský herec.
Jeho otec Roman pracoval jako chirurg, jeho matka byla učitelka. Má o tři roky mladší sestru Cristinu. Kaspar se věnoval v mládí sportu - vodní pólo, horolezectví, jízda na lyžích nebo posilovna.
Svou kariéru začal jako manekýn. Protože se mu na přehlídkovém mole velice dařilo, agentura mu nabídla malou roli ve filmu Dario Silver's Film Phenomena. Začal studovat na Argentina Theatre School (divadelní škola). Nedokončil třetí ročník, protože mu jeho učitel a přítel Giuseppe Patroni Griffi našel práci.
Vystupuje ve hrách nejznámějších italských i světových autorů současnosti i minulosti. Ze světa televize je znám především ze seriálů Elisa z Rivombrosy, Okouzlení, Tequila a Bonetti a Komisař Rex, kde jako policista Lorenzo Fabbri vyšetřuje případy se svým psím pomocníkem Rexem v nejnovější řadě seriálu.
Jeho velkým koníčkem jsou zvířata. Jako malý se se svými rodiči staral o německého ovčáka Hella, který byl později vycvičen jako policejní pes. V současné době pečuje o dva pejsky, jmenují se Laika a Liroy. Volný čas rád tráví v zoo. Obdivuje exotická a nebezpečná zvířata.
Je šťastně ženatý. Se svou manželkou Achraf má dvě děti - dceru a syna.